# 千頭ひなた
千頭 ひなた（ちかみ ひなた、1972年1月24日 - ）は、日本の小説家。本名は千頭 佐智（ちかみ さち）。女性。高知県香美郡出身。

## 経歴
大阪芸術大学芸術学部文芸学科を卒業する。2003年、小説「ダンボールボートで海岸」で第27回すばる文学賞を受賞し、小説家デビュー（同時受賞は金原ひとみ『蛇にピアス』）。以降、『すばる』にて作品を発表している。

## 作品リスト

### 単行本
- 『ダンボールボートで海岸』（2004年1月10日 集英社）
  - 【初出】『すばる』2003年11月号

### 単行本未収録作品
- 水曜セカイ（『すばる』2004年6月号）
- モンスターフッズ・エンド（『すばる』2005年5月号）
- 翅病（『すばる』2009年2月号）